# 新田镇 (博白县)
新田镇，是中华人民共和国广西壮族自治区玉林市博白县下辖的一个乡镇级行政单位。

## 行政区划
新田镇下辖以下地区：
社门村、美沙村、村头村、百岸村、百赖村、亭子村、鹿调村、那花村、马田村、天垌村、新塘村和亭子林场生活区。